# Bondöfjärden (naturreservat)
Bondöfjärden är ett naturreservat i Piteå kommun i Norrbottens län.
Området är naturskyddat sedan 1979 och är 92 kvadratkilometer stort. Reservatet omfattar flera öar och skär i Bondöfjärden utanför Piteå havsbad. Reservatet består av naturskogar och sandstränder.